# Dienstgrade der Feuerwehr in Berlin
Die Dienstgrade der Feuerwehr in Berlin reichen von dem Feuerwehrmann-Anwärter bzw. der Feuerwehrfrau-Anwärterin auf unterster Ebene der Freiwilligen Feuerwehr bis zum Landesbranddirektor, bzw. der Landesbranddirektorin als Leiter oder Leiterin der Berliner Feuerwehr.

## Freiwillige Feuerwehr

### Dienstgrade
Die Mitglieder der Freiwilligen Feuerwehren Berlins können folgende Dienstgrade haben:
| Dienstgrad                                         | Abkürzung | Schulterschlaufe                                      | Mützenband | Voraussetzungen                                                                                             |
| -------------------------------------------------- | --------- | ----------------------------------------------------- | ---------- | --- |
| Feuerwehrmann-Anwärter Feuerwehrfrau-Anwärterin    | FMA FFA   | rote Umrandung                                        | schwarz    | Einstellung in die FF                                                                                       |
| Feuerwehrmann Feuerwehrfrau                        | FM FwF    | ein roter Balken (schwarz durchwirkt), rote Umrandung | schwarz    | Truppmann Teil 1 und einjährige Dienstzeit                                                                  |
| Oberfeuerwehrmann Oberfeuerwehrfrau                | OFM OFF   | ein roter Balken, rote Umrandung                      | schwarz    | Grundausbildung (Truppmann Teil 1 und 2, Atemschutzgeräteträger, Rettungshelfer) und zweijährige Dienstzeit |
| Brandmeister Brandmeisterin                        | BM        | zwei rote Balken, rote Umrandung                      | schwarz    | Grundausbildung, Sprechfunkausbildung und dreijährige Dienstzeit                                            |
| Oberbrandmeister Oberbrandmeisterin                | OBM       | drei rote Balken, rote Umrandung                      | schwarz    | Grundausbildung, Sprechfunkausbildung, Truppführerausbildung und fünfjährige Dienstzeit                     |
| Hauptbrandmeister Hauptbrandmeisterin              | HBM       | vier rote Balken, rote Umrandung                      | schwarz    | Grundausbildung, Sprechfunkausbildung, Truppführerausbildung und Gruppenführerlehrgang                      |
| Erster Hauptbrandmeister Erste Hauptbrandmeisterin | EHBM      | fünf rote Balken, rote Umrandung                      | schwarz    | mind. 15 Jahre Dienstzeit (nur ein EHBM pro 15 Mitglieder einer FF)                                         |
| Brandinspektor Brandinspektorin                    | BI        | ein silberner Balken, silberne Umrandung              | silber     | Zugführerausbildung                                                                                         |
| Brandoberinspektor Brandoberinspektorin            | BOI       | zwei silberne Balken, silberne Umrandung              | silber     | Verbandsführerlehrgang                                                                                      |

Die Mitglieder der Ehrenabteilungen tragen ihren letzten Dienstgrad mit einer silber-weißen Litze, die zusätzlich zur Schulterschlaufe aufgeschoben wird.

### Führungsfunktionen
Des Weiteren gibt es noch gewählte Amtsträger, die ihre Funktion anstelle des Dienstgrades tragen:
| Funktion | Abkürzung      | Schulterschlaufe                                                           | Mützenband                                                                                           |
| --- | -------------- | -------------------------------------------------------------------------- | --- |
| Wehrleitung |                |                                                                            | |
| Stellvertretender Wehrleiter Stellvertretende Wehrleiterin | WeL-V          | ein silberner Stern, silberne Umrandung                                    | Mützenband des jeweiligen Dienstgrades                                                               |
| Wehrleiter Wehrleiterin | WeL            | zwei silberne Sterne, silberne Umrandung                                   | Mützenband des jeweiligen Dienstgrades                                                               |
| Landesbeauftragter FF und Vertreter |                |                                                                            | |
| Vertreter des Ständigen Vertreters des Landesbeauftragten FF in der Direktion Nord/Süd/West (1) Vertreterin der Ständigen Vertreterin der Landesbeauftragten FF in der Direktion Nord/Süd/West (1)             | LBFF N/S/W-V   | drei silberne Sterne, goldene Umrandung                                    | gold                                                                                                 |
| Ständiger Vertreter des Landesbeauftragten FF in der Direktion Nord/Süd/West (1) Ständige Vertreterin der Landesbeauftragten FF in der Direktion Nord/Süd/West (1)                                             | LBFF N/S/W     | vier silberne Sterne, goldene Umrandung                                    | gold                                                                                                 |
| Vertreter des Landesbeauftragten FF Vertreterin der Landesbeauftragten FF | LBFF-V         | ein goldener Stern, rotes Eichenlaub, goldene Umrandung                    | gold                                                                                                 |
| Landesbeauftragter der Freiwilligen Feuerwehren Landesbeauftragte der Freiwilligen Feuerwehren | LBFF           | zwei goldene Sterne, rotes Eichenlaub, goldene Umrandung                   | gold                                                                                                 |
| Jugendfeuerwehr (2) |                |                                                                            | |
| Stellvertretender Jugendfeuerwehrwart Stellvertretende Jugendfeuerwehrwartin | JFW-V          | rote Flamme, rote Buchstaben „JF“, rote Umrandung                          | Mützenband des jeweiligen Dienstgrades, die ständigen Vertretenden des LJFW silber und die LJFW gold |
| Jugendfeuerwehrwart Jugendfeuerwehrwartin | JFW            | roter Stern, rote Flamme, rote Buchstaben „JF“, rote Umrandung             | Mützenband des jeweiligen Dienstgrades, die ständigen Vertretenden des LJFW silber und die LJFW gold |
| Vertreter des Ständigen Vertreters des Landesjugendfeuerwehrwartes in der Direktion Nord/Süd/West (1) Vertreterin der Ständigen Vertreterin der Landesjugendfeuerwehrwartin in der Direktion Nord/Süd/West (1) | DirJFW-N/S/W-V | rote Flamme, silberne Buchstaben „JF“, silberne Umrandung                  | Mützenband des jeweiligen Dienstgrades, die ständigen Vertretenden des LJFW silber und die LJFW gold |
| Ständiger Vertreter des Landesjugendfeuerwehrwartes in der Direktion Nord/Süd/West (1) Ständige Vertreterin der Landesjugendfeuerwehrwartin in der Direktion Nord/Süd/West (1)                                 | DirJFW-N/S/W   | silberner Stern, rote Flamme, silberne Buchstaben „JF“, silberne Umrandung | Mützenband des jeweiligen Dienstgrades, die ständigen Vertretenden des LJFW silber und die LJFW gold |
| Stellvertretender Landesjugendfeuerwehrwart Stellvertretende Landesjugendfeuerwehrwartin | LJFW-V         | rote Flamme, goldene Buchstaben „JF“, goldene Umrandung                    | Mützenband des jeweiligen Dienstgrades, die ständigen Vertretenden des LJFW silber und die LJFW gold |
| Landesjugendfeuerwehrwart Landesjugendfeuerwehrwartin | LJFW           | goldener Stern, rote Flamme, goldene Buchstaben „JF“, goldene Umrandung    | Mützenband des jeweiligen Dienstgrades, die ständigen Vertretenden des LJFW silber und die LJFW gold |

## Berufsfeuerwehr

### Mittlerer feuerwehrtechnischer Dienst
Angehörige des mittleren feuerwehrtechnischen Dienstes der Berufsfeuerwehr können folgende Dienstgrade erlangen:
| Dienstgrad                                                          | Abkürzung | Schulterschlaufe | Mützenband | Besoldungsgruppe |
| ------------------------------------------------------------------- | --------- | --- | ---------- | ---------------- |
| Brandmeister-Anwärter Brandmeisterin-Anwärterin                     | BM-A      | im ersten Ausbildungsjahr: ein roter Balken (schwarz durchwirkt), rote Umrandung nach dem ersten Ausbildungsjahr: zwei rote Balken (schwarz durchwirkt), rote Umrandung | schwarz    | AW A 7           |
| Brandmeister Brandmeisterin                                         | BM        | zwei rote Balken, rote Umrandung | schwarz    | A 7              |
| Oberbrandmeister Oberbrandmeisterin                                 | OBM       | drei rote Balken, rote Umrandung | schwarz    | A 8              |
| Hauptbrandmeister Hauptbrandmeisterin                               | HBM       | vier rote Balken, rote Umrandung | schwarz    | A 9 S            |
| Hauptbrandmeister mit Amtszulage Hauptbrandmeisterin mit Amtszulage | HBMZ      | fünf rote Balken, rote Umrandung | schwarz    | A 9 SZ           |

### Gehobener feuerwehrtechnischer Dienst
Angehörige des gehobenen feuerwehrtechnischen Dienstes können folgende Dienstgrade erlangen:
| Dienstgrad                                                        | Abkürzung | Schulterschlaufe | Mützenband | Besoldungsgruppe |
| ----------------------------------------------------------------- | --------- | --- | ---------- | ---------------- |
| Brandoberinspektor-Anwärter Brandoberinspektorin-Anwärterin       | BOI-A     | im ersten Ausbildungsjahr: ein silberner Balken (schwarz durchwirkt), silberne Umrandung nach dem ersten Ausbildungsjahr: zwei silberne Balken (schwarz durchwirkt), silberne Umrandung | silber     | AW A 10          |
| Brandinspektor (3) Brandinspektorin (3)                           | BI        | ein silberner Balken, silberne Umrandung | silber     | A 9              |
| Brandoberinspektor Brandoberinspektorin                           | BOI       | zwei silberne Balken, silberne Umrandung | silber     | A 10             |
| Brandamtmann Brandamtfrau                                         | BA        | drei silberne Balken, silberne Umrandung | silber     | A 11             |
| Brandamtsrat Brandamtsrätin                                       | BAR       | vier silberne Balken, silberne Umrandung | silber     | A 12             |
| Brandoberamtsrat Brandoberamtsrätin                               | BOAR      | fünf silberne Balken, silberne Umrandung | silber     | A 13 S           |
| Brandoberamtsrat mit Amtszulage Brandoberamtsrätin mit Amtszulage | BOARZ     | fünf silberne Balken, breite silberne Umrandung | silber     | A 13 SZ          |

### Höherer feuerwehrtechnischer Dienst
Angehörige des höheren feuerwehrtechnischen Dienstes können folgende Dienstgrade erlangen:
| Dienstgrad                                                                                  | Abkürzung | Schulterschlaufe                                                                             | Mützenband | Besoldungsgruppe |
| ------------------------------------------------------------------------------------------- | --------- | -------------------------------------------------------------------------------------------- | ---------- | ---------------- |
| Brandreferendar Brandreferendarin                                                           | BRef      | während der gesamten Ausbildung: ein goldener Balken (schwarz durchwirkt), goldene Umrandung | gold       | AW A 13          |
| Brandrat Brandrätin                                                                         | BR        | ein goldener Balken, goldene Umrandung                                                       | gold       | A 13             |
| Brandoberrat Brandoberrätin                                                                 | BOR       | zwei goldene Balken, goldene Umrandung                                                       | gold       | A 14             |
| Branddirektor Branddirektorin                                                               | BD        | drei goldene Balken, goldene Umrandung                                                       | gold       | A 15             |
| Leitender Branddirektor Leitende Branddirektorin                                            | LtdBD     | vier goldene Balken, goldene Umrandung                                                       | gold       | A 16             |
| Ständiger Vertreter des Landesbranddirektors Ständige Vertreterin der Landesbranddirektorin | LBD-V     | zwei goldene Sterne, goldenes Eichenlaub, goldene Umrandung                                  | gold       | B 3              |
| Landesbranddirektor Landesbranddirektorin                                                   | LBD       | drei goldene Sterne, goldenes Eichenlaub, goldene Umrandung                                  | gold       | B 5              |

### Ärztlicher Dienst
Angehörige des ärztlichen Dienstes der Berliner Feuerwehr können folgende Dienstgrade innehaben:
| Dienstgrad                                                                                                 | Abkürzung | Schulterschlaufe                                                                 | Mützenband | Besoldungsgruppe |
| --- | --------- | -------------------------------------------------------------------------------- | ---------- | ---------------- |
| Medizinalrat Medizinalrätin                                                                                | MedR      | goldener Äskulapstab, ein goldener Balken, goldene Umrandung                     | gold       | A 13             |
| Medizinaloberrat Medizinaloberrätin                                                                        | MedOR     | goldener Äskulapstab, zwei goldene Balken, goldene Umrandung                     | gold       | A 14             |
| Medizinaldirektor Medizinaldirektorin                                                                      | MedD      | goldener Äskulapstab, drei goldene Balken, goldene Umrandung                     | gold       | A 15             |
| Leitender Medizinaldirektor Leitende Medizinaldirektorin                                                   | LtdMedD   | goldener Äskulapstab, vier goldene Balken, goldene Umrandung                     | gold       | A 16             |
| Abteilungsdirektor Ärztlicher Leiter Rettungsdienst Abteilungsdirektorin Ärztliche Leiterin Rettungsdienst | ÄLRD      | goldener Äskulapstab, ein goldener Stern, goldenes Eichenlaub, goldene Umrandung | gold       | B 2              |